# Імені О.С. Масельського (станція метро)
«Імені О. С. Масельського» — 11-та станція Харківського метрополітену, розташована на Холодногірсько-Заводській лінії між станціями «Армійська» та «Тракторний завод». Була передостанньою на дільниці другої черги Холодногірсько-Заводської лінії, яка почала діяти 11 серпня 1978 року. З моменту відкриття і до 25 лютого 2004 року мала назву «Індустріальна».

## Назва станції

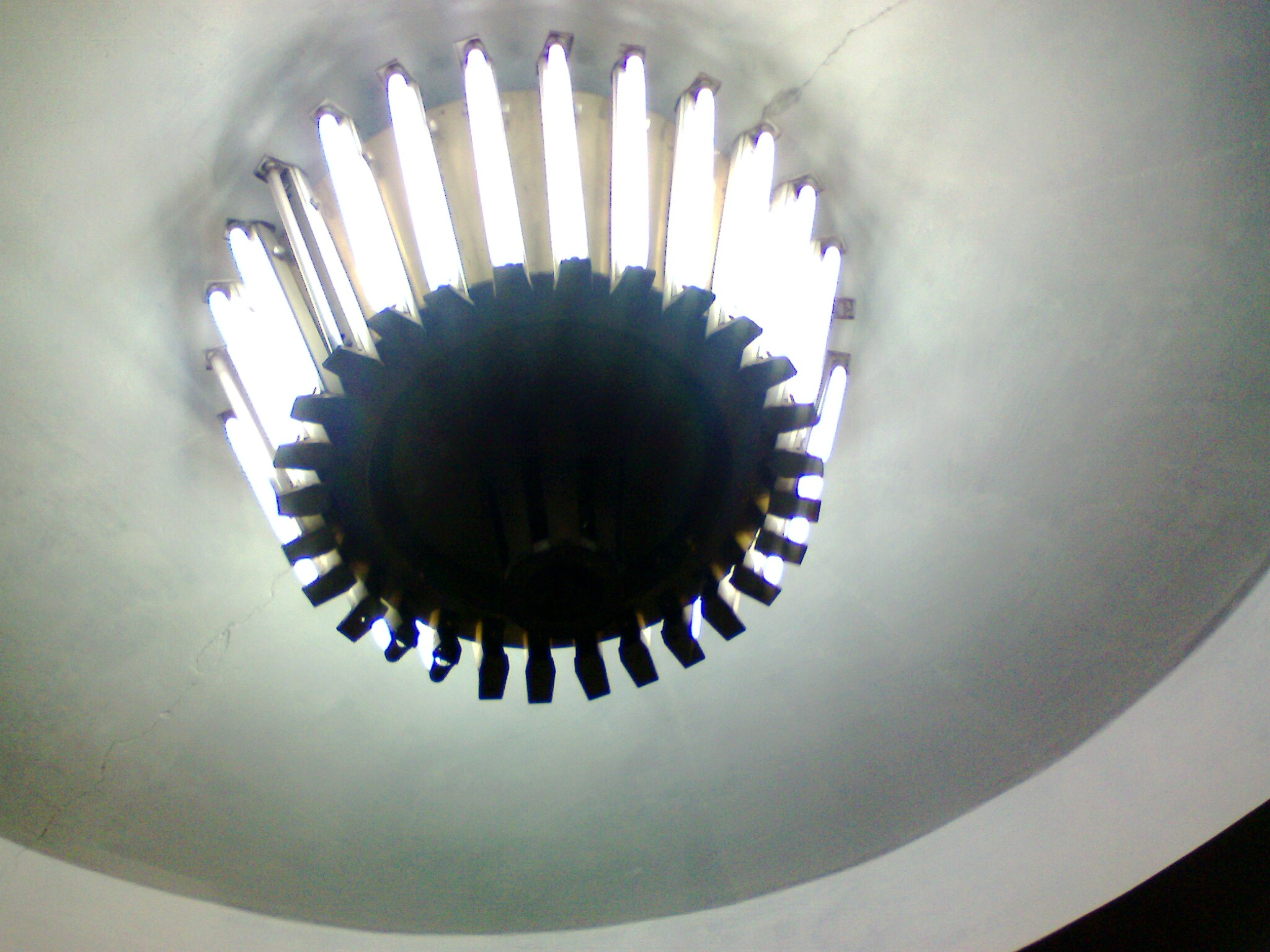
Світильник на станції

Проєктна назва станції «Завод Південкабель», за назвою підприємства яке знаходиться недалеко від станції.
Первісна назва станції, «Індустріальна». З 25 лютого 2004 року станція отримує нову назву на честь політичного діяча Масельського Олександра Степановича, який був головою Харківської обласної ради (1991—1996), та головою Харківської обласної державної адміністрації (1995—1996).

## Технічна характеристика
Колонна станція мілкого закладення з острівною прямою платформою. Станція має два вестибюля.

## Колійний розвиток
Станція без колійного розвитку.

## Вестибюлі
Номінально станція має два виходи на поверхню, проте другий вихід фактично не експлуатується. Єдиний вихід складається з довгого тунелю, одного з найдовших (довше тільки вихід зі станції метрополітену «Індустріальна»), вихід якого здійснюється до вулиці Маршала Рибалка, проспекту Героїв Харкова, Північної вулиці, вулиці Свистуна, також до супермаркетів («Екватор»,  «Сільпо»). У протилежну сторону здійснюється вихід на проспект Тракторобудівників.

## Інтер'єр
В оздобленні використаний білий і коричневий мармур. Інтер'єр станції оформлений в індустріальному стилі. Особливістю є світильники у формі шестерень, підкреслюючи промисловий статус району. Крім того, світильники утворюють три паралельних ряди, але працюють тільки в центральному ряду.

## Місцезнаходження
Розташована в місці, де проспект Героїв Харкова примикає до проспекту Тракторобудівників, який веде до Салтівського житлового масиву. Поблизу станції знаходиться завод «Південкабель».

## Цікаві факти
На початку 2000 року керівництво Харківського метрополітену написало листа до голови Харківської обласної державної адміністрації Дьоміна О. О. та Харківського міського голови Пилипчука М. Д. з пропозицією перейменувати станцію «Індустріальна» на честь Ващенка Григорія Івановича (державного діяча УРСР), який приклав багато зусиль для появи метрополітену у місті Харкові. Цю пропозицію не було підтримано, але у липні того ж року станція Олексіївської лінії «Метробудівників» отримала до своєї назви добавку у вигляді «імені Ващенка»..